# Abigar
L'Abigar est une race bovine originaire d’Éthiopie, appartenant au rameau Sanga.

## Description
L'Abigar est une race à la robe claire et possédant de grandes cornes. Le taureau mesure en moyenne 118 cm au garrot pour 550 kg,. La vache est légèrement plus petite.

## Élevage
On la trouve surtout en Éthiopie et au Soudan du Sud. Dans ce dernier pays, elle constitue l'essentiel du cheptel des tribus Dinka, Nuer et Shilluk. Elle est surtout utilisée pour sa production de lait (4 à 5 litres par jour), accessoirement pour sa viande et le travail des champs.
Le recensement de 1992 estimait la population de cette race à 548 650 têtes.